# Szegyesd
Szegyesd (Seghiște), település Romániában, a Partiumban, Bihar megyében.

## Fekvése
A Bihar-hegység alatt, Vaskohtól északra, Vaskohsziklás és Herzafalva közt fekvő település.

## Története
Szegyesd nevét 1505-ben említette először oklevél prebiter valachalis de Segesfalva néven.
1580-ban Seges, 1588-ban Nagysegesdh, 1600-ban Segesd, 1808-ban Segyest, Szegyesty, 1851-ben Segyest, 1913-ban Szegyesd néven írták.
A falu egykori földesura a nagyváradi 1. sz. püspökség volt, mely itt még a 20. század elején is birtokos volt.
1851-ben Fényes Elek írta a településről:
Bihar vármegyében, a váradi deák püspök vaskohi uradalmában, 457 óhitü lakossal, anyatemplommal, 8 2/8 urbéri telekkel.
1910-ben 570 lakosából 6 magyar, 563 román volt. Ebből 566 görögkeleti ortodox volt.
A trianoni békeszerződés előtt Bihar vármegye Vaskohi járásához tartozott.

## Nevezetességek
- Görögkeleti temploma